# Келија Грило Боромео
Келија Грило Боромео је била италијанска математичарка и научница. Рођена је у Ђенови 1684. године. Године 1707. се удала за грофа Ђованија Бормеа и постала је мајка осморо деце. Говорила је осам језика и била је заинтересована за математику, природне науке и геометрију. Била је позната по томе да је могла да реши сваки математички проблем. Боромео је 1728. године открила криву познату као Clélie curve:  q = mƒ. Основала је академију “Academia Vigilantium Clelia” у њеном салону у Милану. Град Ђенова наградио ју је медаљом са натипсом “Част Ђенове”. Умрла је у Милану 1777. године.